# Rosa López
Pour les articles homonymes, voir López.
Rosa María López Cortés, dite Rosa López, née le 14 janvier 1981 à Peñuelas, dans la ville de Láchar, dans la province de Grenade, une chanteuse et actrice espagnole.

## Biographie
Née à Peñuelas, un hameau de Láchar, dans la province de Grenade, elle s'est fait connaître en 2001 en participant à l'émission de téléréalité musicale Operación Triunfo, l'équivalent espagnol de Star Academy. À partir de ce moment, en raison de sa personnalité et de sa voix, elle a commencé à être connue sous le surnom de « Rosa de España ».
Elle a représenté l'Espagne au Concours Eurovision de la Chanson en 2002 où elle est arrivée septième avec la chanson Europe's Living a Celebration. Durant sa performance, près de 14 millions d’Espagnols s’étaient réunis devant leurs télévisions afin de supporter leurs représentante, ceci étant le record absolu dans l’histoire de la télévision Espagnole entre 1990 et 2008 (record détrôné de peu par l’Euro 2008). Grande favorite durant le concours, plusieurs milliers de personnes se sont également rassemblées dans plusieurs arena du pays, celle de Grenade est la plus notable, celle-ci ayant été comble. Durant un appel en duplex entre Tallinn et l’Espagne les fans hurlaient tellement la chanson que les liaisons furent détériorées et la réception en Estonie incompréhensible. Après plusieurs minutes d’essais, Rosa réussit à accorder une brève interview à la RTVE malgré le fait qu’elle ne puisse contenir ses émotions et finit son allocution en pleurant de joie en réalisant l’ampleur de sa participation. 
Elle a ensuite sorti huit albums studio, un album DVD et plus de onze singles.
Récompensée à plusieurs reprises au cours de sa carrière musicale, elle a également remporté l'édition de la version locale de Danse avec les stars, Mira quien baila, en 2006.
En 2016, elle est arrivée deuxième au célèbre télé-crochet espagnol Tu cara me suena, programme d'imitation de chanteurs célèbres, où elle-même a été imitée par d'autres chanteurs.

## Discographie
- 2002 : Rosa
- 2003 : Ahora
- 2004 : Ojalá
- 2005 : Rosa en concierto (DVD)
- 2006 : Me siento viva
- 2008 : Promesas
- 2009 : Propiedad de nadie
- 2012 : Rosa López
- 2017 : Kairós

## Filmographie notable
- 2019 : Padre no hay más que uno de Santiago Segura[1]